# A Broken Frame
A Broken Frame az angol Depeche Mode második stúdióalbuma, amelyet 1982. szeptember 27-én jelentetett meg a Mute Records. Az albumot teljes egészében Martin Gore írta, melyet Vince Clarke távozása után trióként vettek fel. Clarke ezek után Alison Moyet énekesnővel megalapította a Yazoo nevű formációt. Alan Wilden a Broken Frame megjelenése előtt egy második turné részeseként vett részt az Egyesült Királyságban, de hivatalosan nem csatlakozott a csapathoz, és az albumon sem szerepel.

## Fogadtatása és öröksége
Peter Silverton a Smash Hitstől megjegyezte, hogy a "Broken Frame" albummal ellentétben a csapat korai, Clarke utáni kislemezei, amelyekről azt gondolta, hogy a "célhiányról" tanúskodik, "egy erényt kölcsönöz a csilingelő szeszélyességüknek". Ezzel szemben a Melody Maker azt írta, hogy bár "ambiciózus és merész" a "Broken Frame" ahogyan a neve is sugallja - egy gyönyörű álom végét jelzi", egy megjegyzés a fő dalszerző Clarke távozásához. Steve Sutherland úgy gondolja, hogy a dalok a "művészet iránti ostoba törekvések", az album zenei és tematikus "lopásainak" pedig úgy hangzik, mint a gyermekkori rajongások, amelyek az anonimitást papírozzák. Ugyanakkor Sutherland elismerte, hogy a csapat növekvő összetettsége kevésbé hangzik külső meggyőzésnek, mint "érthető "természetes fejlődésnek", bár végül arra a következtetésre jutott, hogy a Depeche Mode továbbra is (ellentétben Clarke új csapatával a Yazooval) - lényegében üres.
A Noise! magazin munkatársa Dave Henderson nagyobb előrelátást tanúsított. Azt mondta, hogy az album jól összeáll, és azt mutatja, hogy sokkal többet várhatunk a letisztult kvartettől, majd hozzátette: "Sokszor olyan csúcsokat ér el, melyek messze meghaladják az első albumukat.
Ned Raggett (AllMusic) a "Broken Frame"-t a zenekar debütálásának tiszta pop/diszkójánál lényegesen ambiciózusabb erőfeszítésnek minősítette, melyben az album nagy része elhagyja a korábbi ragyogást, a szerelemmel kapcsolatos melankolikusabb elmélkedésekért, majd hozzátette: "Az összetettebb hangszerelések, és az egymás mellé helyezett hangzások, mint például a "Leave in Silence" című dalban, a törött üvegek szikrázása, segít ennek az alulértékelt albumot még inkább érdekfeszítő, váratlan élménnyé varázsolni.
1990-ben, miközben a csapat a Violator albumukat reklámozta, Martin Gore siratta az album egyes részeit, mondván: "Sajnálom a kezdeti idők beteges "boy-next-door" dolgait...a "Broken Frame" zeneileg egy mash volt.

## Borító
Annak ellenére, hogy egy fényképről van szó, a borítót festményre tervezték. Egy nőt ábrázol, aki gabonát vág egy Kelet-Angliai mezőn, a cambridgeshire-i Duxford közelében. A fotót Brian Griffin készítette, aki korábban a Speak & Spell címlapfotóját, és a zenekar sajtófotóit is készítette, természetes megvilágítással. Griffin inspirációként Oroszország szocialista realizmusát, különösen Kazimír Malevich munkásságát, és a német romantikát említette. Griffin egy galériát jelenített meg weboldalán a forgatásról készült alternatív képekből. Az album későbbi kiadásai bakeliten (2007) és CD-n (2009) némileg eltérő felvételeket tartalmaznak. A Life 1990-es „World's Best Photographs 1980–1990” című kiadványának borítóján is szerepelt a borító.

## Turné
A turné 1982 októberében kezdődött az anglia Chippenhamben. A turné 12 országot ért el, beleértve a csapat első ázsiai fellépéseit is, majd 1983 májusában a Nyugat-Németországi Schüttorfban egy egyszeri fesztiválfellépéssel zárult szeptemberben.

## Számlista
| 1. | Leave in Silence | Martin Gore | 4:51 |
| 2. | My Secret Garden | Dave Gahan  | 4:46 |
| 3. | Monument         | Dave Gahan  | 3:15 |
| 4. | Nothing to Fear  | Dave Gahan  | 4:18 |
| 5. | See You          | Dave Gahan  | 4:34 |

| 1. | Satelite                 | Dave Gahan  | 4:44 |
| 2. | The Meaning of Love      | Dave Gahan  | 3:06 |
| 3. | A Photograph of You      | Dave Gahan  | 3:04 |
| 4. | Shouldn't Have Done That | Martin Gore | 3:12 |
| 5. | The Sun & the Rainfall   | Dave Gahan  | 5:02 |

- Az album amerikai CD változatánál a "The Sun & the Rainfall" bevezetőjét a "Shouldn't Have Done That" a végére került, így a "The Sun & the Rainfall" időtartama 4:54 lett.
- Dave Gahan énekel minden dalt, kivéve a "Shouldn't Have Done That" címűt, mely egy duett Martin Gore-val. A "Nothing to Fear" és a "Further Excerpts a "My Secret Garden" instrumentális változata.

| 1.  | Leave in Silence                        | 6:28 |
| 2.  | My Secret Garden                        | 4:46 |
| 3.  | Monument                                | 3:15 |
| 4.  | Nothing to Fear                         | 4:18 |
| 5.  | See You                                 | 4:34 |
| 6.  | Satellite                               | 4:44 |
| 7.  | The Meaning of Love                     | 3:06 |
| 8.  | Further Excerpts From: My Secret Garden | 4:20 |
| 9.  | A Photograph of You                     | 3:04 |
| 10. | Shouldn't Have Done That                | 3:12 |
| 11. | The Sun & the Rainfall                  | 5:02 |

### 2006 Collectors Edition (CD + DVD)
- A Disc one egy hibrid SACD/CD többcsatornás SACD réteggel rendelkezik. A számok listája megegyezik az 1982-es brit kiadáséval, kivéve a "Satellite"-t, amely 4:43 hosszú, és enyhe szerkesztést vagy hibát tartalmaz a szám elején.
- A második lemez egy olyan DVD, amely tartalmazza a DTS 5.1, Dolby Digital 5.1 és PCM Stereo minőséget, illetve az A Broken Frame-et, plusz bónusz anyagokat.

| 11. | My Secret Garden (élő felvétel a Hammersmith Odeonból, melyet 1982. október 25-én rögzítettek.)    | 7:28 |
| 12. | See You (élő felvétel a Hammersmith Odeonból, melyet 1982. október 25-én rögzítettek.)             | 4:11 |
| 13. | Satellite (élő felvétel a Hammersmith Odeonból, melyet 1982. október 25-én rögzítettek.)           | 4:28 |
| 14. | Nothing to Fear (élő felvétel a Hammersmith Odeonból, melyet 1982. október 25-én rögzítettek.)     | 4:28 |
| 15. | The Meaning of Love (élő felvétel a Hammersmith Odeonból, melyet 1982. október 25-én rögzítettek.) | 3:14 |
| 16. | A Photograph of You (élő felvétel a Hammersmith Odeonból, melyet 1982. október 25-én rögzítettek.) | 3:21 |

| 17. | Now, This Is Fun               | 3:27 |
| 18. | Oberkorn (It's a Small Town)   | 4:07 |
| 19. | Excerpt From: My Secret Garden | 3:14 |

Kiegészítő anyag
1. "Depeche Mode 1982 (The Beginning of Their So-Called Dark Phase)" (27 perces videó)

## Slágerlista
| Slágerlista (1982–1983)                         | Legjobb helyezés |
| ----------------------------------------------- | ---------------- |
| Németország (Offizielle Top 100)                | 56               |
| Új-Zéland (Recorded Music NZ Top 40 Albums)     | 43               |
| Svédország (Sverigetopplistan Top 60 Albums)    | 22               |
| Egyesült Királyság (UK Albums Chart)            | 8                |
| Egyesült Királyság UK Independent Albums (MRIB) | 1                |
| USA Billboard 200                               | 177              |

| Slágerlista (2006)                 | Legmagasabb helyezés |
| ---------------------------------- | -------------------- |
| Franciaország (SNEP Album Top 100) | 194                  |
| Olaszország (FIMI Album Top 20)    | 88                   |

## Minősítés
| Régió                                                       | Minősítés | Eladott példányszám |
| ----------------------------------------------------------- | --------- | ------------------- |
| Egyesült Királyság (BPI)                                    | arany     | 100 000^            |
| ^ Kiszállítási példányszámok kizárólag a minősítés alapján. |           |                     |